# Назаровське сільське поселення (Абатський район)
Наза́ровське сільське поселення (рос. Болдыревское сельское поселение) — муніципальне утворення у складі Абатського району Тюменської області, Росія.
Адміністративний центр — село Назарово.

## Історія
3 листопада 1923 року були утворені Назаровська сільська рада, Спірінська сільська рада та Черемшанська сільська рада. 18 червня 1959 року Спірінська та Черемшанська сільради об'єднані в Ощепковську сільську раду. 18 липня 1961 року ліквідована Назаровська сільрада. 30 червня 1966 року утворена Назаровська сільрада.
2004 року Назаровська сільська рада перетворена в Назаровське сільське поселення.

## Населення
Населення — 200 осіб (2020; 228 у 2018, 423 у 2010, 615 у 2002).

## Склад
До складу поселення входять такі населені пункти:
| Населений пункт      | Населення, осіб (2002) | Населення, осіб (2010) |
| -------------------- | ---------------------- | ---------------------- |
| Назарово, село       | 386                    | 268                    |
| Черемшанка, присілок | 97                     | 75                     |
| Юрга, присілок       | 132                    | 80                     |